# Сеговина
Сеговина је насељено место у саставу Града Лудбрега, до нове територијалне организације у саставу бивше општине Копривница, у Вараждинској жупанији, Хрватска.

## Становништво

### Број становника по пописима
| Националност   | 2001. | 1991. | 1981. | 1971. | 1961. | 1953. | 1948. | 1931. | 1921. | 1910. | 1900. | 1890. | 1880. | 1869. | 1857. |
| бр. становника | 51    | 69    | 81    | 107   | 119   | 126   | 132   | 145   | 169   | 199   | 172   | 152   | 189   | 198   | 172   |

- напомене:

Од 1880. до 1900. исказивано под именом Шеговина.

### Национални састав
| Националност       | 1991.       | 1981.       | 1971.       | 1961.       |
| Срби               | 52 (75,36%) | 28 (34,56%) | 81 (75,70%) | 98 (82,35%) |
| Хрвати             | 8 (11,59%)  | 3 (3,70%)   | 15 (14,01%) | 21 (17,64%) |
| Југословени        | 3 (4,34%)   | 49 (60,49%) | 10 (9,34%)  | 0           |
| остали и непознато | 6 (8,69%)   | 1 (1,23%)   | 1 (0,93%)   | 0           |
| Укупно             | 69          | 81          | 107         | 119         |

## Карактеристике
Села Болфан, Сеговина и Чуковец су најсеверозападнија насеља са аутохтоним српским становништвом.